# 劉侃 (康熙進士)
劉侃，字晋陶，号存庵，山东沂水人。清朝政治人物。
康熙三十九年（1700年）庚辰科进士。康熙四十九年，任泉州府知府，任内卓有政绩。